# Artistique-Weltmeisterschaft 1990

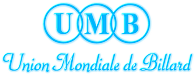
Logo UMB (ausrichtender Verband)

Veranstaltungsort: Barcelona

Die Billard-Artistique-Weltmeisterschaft 1990 war das 19. Turnier in dieser Disziplin des Karambolagebillards und fand vom 15. bis zum 18. Februar 1990 in Barcelona statt. Es war die dritte Artistique-WM in Spanien.

## Geschichte
Der Pariser Jean Reverchon gewann in Barcelona seinen ersten Artistique WM-Titel. Er war der einzige Teilnehmer, der die 300-Punktemarke überbot. Sehr ausgeglichen über die vier Tage spielte der Mexikaner Roberto Rojas und gewann verdient die Silbermedaille. Dank eines starken Schlussspurts sicherte sich der Spanier Xavier Fonellosa die Bronzemedaille.

## Modus
Gespielt wurden 68 verschiedene Figuren mit verschiedenen Punktewertungen. Jeder Teilnehmer hatte pro Figur drei Versuche. Die maximale Punktzahl betrug 500 Punkte.

Gewertet wurde wie folgt:
1. Punkte = Erzielte Punkte
2. Versuche = Anzahl der gespielten Versuche
3. gelöste Figuren = gelöste Figuren
4. HS = Punkte der nacheinander gelösten Figuren

## Abschlusstabelle
| Platz                        | Name               | Punkte | Versuche | gel. Figuren | HS |
| ---------------------------- | ------------------ | ------ | -------- | ------------ | -- |
| 1                            | Jean Reverchon     | 303    | 152      | 44           | 51 |
| 2                            | Roberto Rojas      | 284    | 151      | 42           | 46 |
| 3                            | Xavier Fonellosa   | 277    | 145      | 41           | 60 |
| 4                            | Walter Bax         | 273    | 157      | 41           | 66 |
| 5                            | Raymond Steylaerts | 261    | 154      | 38           | 45 |
| 6                            | Andreas Horvath    | 259    | 146      | 38           | 29 |
| 7                            | Angelo Casales     | 244    | 156      | 35           | 43 |
| 8                            | Jean Bessems       | 230    | 158      | 34           | 43 |
| 9                            | Tadashi Machida    | 215    | 162      | 33           | 43 |
| 10                           | Jordi Oliver       | 208    | 170      | 30           | 39 |
| Turnierdurchschnitt: 51,08 % |                    |        |          |              |    |